# Armodafinil
L'armodafinil és un psicoestimulant produït per la companyia farmacèutica CEPHALON des del juny de 2007.
L'armodafinil és l'isòmer del modafinil (Progivil). L'armodafinil, igual que el modafinil, té tres usos principals: Promou el despertar en els casos de somnolència excessiva i narcolèpsia; és un fàrmac utilitzat per al tractament del dèficit d'atenció en nens i adults; i s'utilitza en les persones que han de fer torns rotatius, ja que ajuda a evitar el somni que poden produir aquests canvis horaris al rellotge biològic de les persones.